# Bruno Petković
Bruno Petković (Metković, 16. rujna 1994.) hrvatski je nogometaš i reprezentativac koji igra na poziciji napadača. Trenutačno igra za turski klub Kocaelispor.

## Klupska karijera

### Mlađi uzrasti
Bruno Petković počeo je igrati nogomet u klubovima iz rodnoga grada ONK Metković (2003. – 2006.) i NK Neretva (2006. – 2007.), a nakon toga prešao je u zagrebački Dinamo 2007. godine. Ondje je ostao do 2009. godine, kada je prešao u omladinsku akademiju NK Zagreba. U sljedeće dvije sezone igrao je za HAŠK (2010./11.) i Hrvatski dragovoljac (2011./12.). Nakon toga otišao je u Italiju, u Cataniju, klub iz Serie A.

### Calcio Catania
Dana 27. kolovoza 2012. godine, Petković je službeno postao novi igrač Calcija. Iznos transfera nije poznat iz razloga što je stigao kao pojačanje za mlađe uzraste. Prvi poziv za seniorsku momčad Calcija dobio je 27. siječnja 2013. godine za utakmicu protiv Fiorentine. Prvi ligaški nastup upisao je u posljednjoj utakmici sezone protiv Torina, ušavši s klupe u 89. minuti utakmice. Uoči sezone 2013./14., Petković je službeno promoviran u prvu momčad kluba. Pošto nije bio u planu trenera, Petković je poslan na nekoliko posudbi u niželigaške talijanske klubove u kojima također nije ostavio trag.

### Trapani i Bologna
U siječnju 2016. godine, Petković je prešao u talijanskog drugoligaša Trapani. U drugoj polovici sezone, Petković je postigao sedam pogodaka i doveo ih na prag ulaska u prvu ligu, ipak izgubili su u play-off utakmici od Pescare i ostali u drugoj ligi. U sezoni 2016./17. postigao je tri pogotka i osigurao si transfer u prvoligaša Bolognu. Za njih je potpisao 12. siječnja 2017. godine u transferu vrijednom 1,2 milijuna eura. U 21 nastupu za Bolognu nije postigao niti jedan pogodak, te je poslan na novu posudbu, ovoga puta u Hellas Veronu.

## Reprezentativna karijera
Za hrvatsku nogometnu reprezentaciju debitirao je 21. ožujka 2019. godine, u kvalifikacijama za Euro 2020. godine, protiv Azerbajdžana u Zagrebu, na Maksimiru (2:1). Svoj prvi pogodak za reprezentaciju postigao je 11. lipnja 2019. godine, u prijateljskom susretu protiv Tunisa u Varaždinu (1:2). Hrvatski izbornik Zlatko Dalić objavio je popis igrača za Europsko prvenstvo 2020. godine, na kojem se nalazio Petković.
Dana 9. studenoga 2022. izbornik Zlatko Dalić uvrstio je Petkovića na popis igrača za Svjetsko prvenstvo 2022. Zabio je gol za 1:1 u 117. minuti četvrtfinalne utakmice protiv Brazila i time odveo Hrvatsku na raspucavanje s bijele točke gdje je Hrvatska bila uspješnija (4:2) i kasnije osvojila brončano odličje. Zabio je za preokret od 2:1 u produžetcima polufinala UEFA-ine Lige nacija protiv domaćina Nizozemske gdje je Hrvatska slavila s konačnih 4:2 i time ušla u svoje prvo finale ovog natjecanja gdje je osvojila srebrno odličje.

### Pogodci za A reprezentaciju
| Broj | Nadnevak            | Mjesto                                                   | Protivnik  | Pogodak | Konačan ishod | Natjecanje                  |
| ---- | ------------------- | -------------------------------------------------------- | ---------- | ------- | ------------- | --------------------------- |
| 1.   | 11. lipnja 2019.    | Stadion Varteks, Varaždin, Hrvatska                      | Tunis      | 1:1     | 1:2           | prijateljska utakmica       |
| 2.   | 6. rujna 2019.      | Anton Malatinský Stadium, Trnava, Slovačka               | Slovačka   | 0:3     | 0:4           | Kvalifikacije za Euro 2020. |
| 3.   | 10. listopada 2019. | Stadion Poljud, Split, Hrvatska                          | Mađarska   | 2:0     | 3:0           | Kvalifikacije za Euro 2020. |
| 4.   | 10. listopada 2019. | Stadion Poljud, Split, Hrvatska                          | Mađarska   | 3:0     | 3:0           | Kvalifikacije za Euro 2020. |
| 5.   | 16. studenoga 2019. | Stadion Rujevica, Rijeka, Hrvatska                       | Slovačka   | 2:1     | 3:1           | Kvalifikacije za Euro 2020. |
| 6.   | 5. rujna 2020.      | Estádio do Dragão, Porto, Portugal                       | Portugal   | 3:1     | 4:1           | Liga nacija 2020./21.       |
| 7.   | 9. prosinca 2022.   | Education City Stadium, Al Rayyan, Katar                 | Brazil     | 1:1     | 1:1           | SP 2022.                    |
| 8.   | 14. lipnja 2023.    | De Kuip, Rotterdam, Nizozemska                           | Nizozemska | 2:3     | 2:4           | Liga nacija 2022./23.       |
| 9.   | 8. rujna 2023.      | Stadion Rujevica, Rijeka, Hrvatska                       | Latvija    | 1:0     | 5:0           | Kvalifikacije za Euro 2024. |
| 10.  | 8. rujna 2023.      | Stadion Rujevica, Rijeka, Hrvatska                       | Latvija    | 3:0     | 5:0           | Kvalifikacije za Euro 2024. |
| 11.  | 26. ožujka 2024.    | Stadion Misr, Nova Administrativna Prijestolnica, Egipat | Egipat     | 2:1     | 4:0           | FIFA Series 2024.           |

## Statistika

### Klupska
ažurirano: 31. srpnja 2025.
- Nas. = nastupi; Gol. = golovi

| Klub                     | Sezona            | Liga              | Liga | Liga | Kup  | Kup  | Europa | Europa | Ostalo | Ostalo | Ukupno | Ukupno |
| Klub                     | Sezona            | Divizija          | Nas. | Gol. | Nas. | Gol. | Nas.   | Gol.   | Nas.   | Gol.   | Nas.   | Gol.   |
| ------------------------ | ----------------- | ----------------- | ---- | ---- | ---- | ---- | ------ | ------ | ------ | ------ | ------ | ------ |
| Catania                  | 2012./13.         | Serie A           | 1    | 0    | 0    | 0    | –      | –      | –      | –      | 1      | 0      |
| Catania                  | 2013./14.         | Serie A           | 4    | 0    | 0    | 0    | –      | –      | –      | –      | 4      | 0      |
| Catania                  | Ukupno            | Ukupno            | 5    | 0    | 0    | 0    | 0      | 0      | 0      | 0      | 5      | 0      |
| Varese (posudba)         | 2014./15.         | Serie B           | 8    | 1    | 1    | 0    | –      | –      | –      | –      | 9      | 1      |
| Reggiana (posudba)       | 2014./15.         | Serie C           | 15   | 4    | 0    | 0    | –      | –      | 3      | 0      | 18     | 4      |
| Virtus Entella (posudba) | 2015./16.         | Serie B           | 13   | 1    | 0    | 0    | –      | –      | –      | –      | 13     | 1      |
| Trapani                  | 2015./16.         | Serie B           | 18   | 7    | 0    | 0    | –      | –      | 3      | 0      | 21     | 7      |
| Trapani                  | 2016./17.         | Serie B           | 17   | 3    | 0    | 0    | –      | –      | –      | –      | 17     | 3      |
| Trapani                  | Ukupno            | Ukupno            | 35   | 10   | 0    | 0    | 0      | 0      | 3      | 0      | 38     | 10     |
| Bologna                  | 2016./17.         | Serie A           | 12   | 0    | 0    | 0    | –      | –      | –      | –      | 12     | 0      |
| Bologna                  | 2017./18.         | Serie A           | 9    | 0    | 1    | 0    | –      | –      | –      | –      | 10     | 0      |
| Bologna                  | Ukupno            | Ukupno            | 21   | 0    | 1    | 0    | 0      | 0      | 0      | 0      | 22     | 0      |
| Hellas Verona (posudba)  | 2017./18.         | Serie A           | 16   | 0    | 0    | 0    | –      | –      | –      | –      | 16     | 0      |
| Dinamo Zagreb            | 2018./19.         | 1. HNL            | 25   | 9    | 5    | 1    | 9      | 2      | –      | –      | 39     | 12     |
| Dinamo Zagreb            | 2019./20.         | 1. HNL            | 25   | 7    | 2    | 1    | 12     | 5      | 1      | 0      | 40     | 13     |
| Dinamo Zagreb            | 2020./21.         | 1. HNL            | 25   | 9    | 4    | 1    | 13     | 4      | 0      | 0      | 42     | 14     |
| Dinamo Zagreb            | 2021./22.         | 1. HNL            | 30   | 7    | 1    | 0    | 14     | 4      | –      | –      | 45     | 11     |
| Dinamo Zagreb            | 2022./23.         | HNL               | 28   | 10   | 2    | 0    | 12     | 4      | 1      | 0      | 43     | 14     |
| Dinamo Zagreb            | 2023./24.         | HNL               | 27   | 11   | 3    | 0    | 13     | 7      | 1      | 0      | 44     | 18     |
| Dinamo Zagreb            | 2024./25.         | HNL               | 20   | 4    | 1    | 0    | 5      | 2      | 0      | 0      | 26     | 6      |
| Dinamo Zagreb            | Ukupno            | Ukupno            | 180  | 57   | 18   | 3    | 78     | 28     | 3      | 0      | 279    | 88     |
| Ukupno u karijeri        | Ukupno u karijeri | Ukupno u karijeri | 293  | 73   | 20   | 3    | 78     | 28     | 9      | 0      | 400    | 104    |

### Reprezentativna
ažurirano: 8. rujna 2023.
- Nas. = nastupi; Gol. = golovi
- Prij. = prijateljske utakmice; Kval. = kvalifikacijske utakmice; LN = Liga nacija; EP = Europsko prvenstvo u nogometu; SP = Svjetsko prvenstvo u nogometu

#### Mlađe selekcije
| Selekcija         | Godina | Prij. | Prij. | Kval. | Kval. | Ukupno | Ukupno |
| Selekcija         | Godina | Nas.  | Gol.  | Nas.  | Gol.  | Nas.   | Gol.   |
| ----------------- | ------ | ----- | ----- | ----- | ----- | ------ | ------ |
| Hrvatska do 21    | 2013.  | 0     | 0     | 1     | 1     | 1      | 1      |
| Ukupno u karijeri | 2013.  | 0     | 0     | 1     | 1     | 1      | 1      |

#### Seniorska selekcija
| Godina            | Prij. | Prij. | Kval. | Kval. | LN   | LN   | EP   | EP   | SP   | SP   | Ukupno | Ukupno |
| Godina            | Nas.  | Gol.  | Nas.  | Gol.  | Nas. | Gol. | Nas. | Gol. | Nas. | Gol. | Nas.   | Gol.   |
| ----------------- | ----- | ----- | ----- | ----- | ---- | ---- | ---- | ---- | ---- | ---- | ------ | ------ |
| 2019.             | 1     | 1     | 7     | 4     | —    | —    | —    | —    | —    | —    | 8      | 5      |
| 2020.             | 1     | 0     | 0     | 0     | 4    | 1    | —    | —    | —    | —    | 5      | 1      |
| 2021.             | 2     | 0     | 2     | 0     | —    | —    | 4    | 0    | —    | —    | 8      | 0      |
| 2022.             | 1     | 0     | 0     | 0     | 1    | 0    | —    | —    | 6    | 1    | 8      | 1      |
| 2023.             | 0     | 0     | 3     | 2     | 2    | 1    | —    | —    | —    | —    | 5      | 3      |
| 2024.             | 4     | 1     | —     | —     | 2    | 0    | 2    | 0    | —    | —    | 8      | 1      |
| Ukupno u karijeri | 9     | 2     | 12    | 6     | 9    | 2    | 6    | 0    | 6    | 1    | 42     | 11     |

## Priznanja

### Individualna
- Trofej Nogometaš – Najbolji igrač Prve HNL: 2020.,[11] 2021.[12]
- Trofej Nogometaš – Najboljih 11 Prve HNL: 2019., 2020., 2021., 2024.
- Najbolji igrač Prve HNL/HNL u izboru kapetana klubova: 2019., 2023.
- Igrač tjedna UEFA Europske konferencijske lige: 2023./24. (prva utakmica osmine finala)[13]
- 2024. Odlukom predsjednik Republike Hrvatske Zorana Milanovića odlikovan je Redom Danice hrvatske s likom Franje Bučara: "Za izniman uspjeh hrvatske nogometne reprezentacije, doprinos sportu i međunarodnom ugledu Republike Hrvatske te osvajanju 3. mjesta na 22. Svjetskom nogometnom prvenstvu u Državi Katru" [14]

### Klupska
Dinamo Zagreb
- Prvak Hrvatske (6): 2018./19., 2019./20., 2020./21., 2021./22., 2022./23., 2023./24.
- Hrvatski nogometni kup (2): 2020./21., 2023./24.
- Hrvatski nogometni superkup (3): 2019., 2022., 2023.

### Reprezentativna
Hrvatska
- Svjetsko prvenstvo: 2022. (3. mjesto)[15]
- UEFA Liga nacija: 2022./23. (2. mjesto)

## Vanjske poveznice
- Profil, Dinamo Zagreb
- Profil, Hrvatski nogometni savez
- Profil, Transfermarkt (engl.)